# Méhes Kálmán
Méhes Kálmán (Budapest, 1911. április 1. – Budapest, 1988. március 5.) a jogtudományok és a természettudományok doktora, geológus, paleontológus.
A Magyar Állami Földtani Intézet főmunkatársa, tudományos kutató, több hazai és külföldi egyetem tanára, Nyugat-Afrikában az ABU vendégprofesszora, valamint több külföldi tudományos társaság levelező tagja. Gyermekei: Méhes László festő (1944-), Méhes György zeneszerző, Méhes Mária iparművész.

## Életpályája
1935-ben a Szegedi Tudományegyetemen jog- és államtudományból doktorált. 1942-ben a Kolozsvári tudományegyetemen földtanból doktori diplomát kapott. Bölcsészdoktori értekezése a dunabogdányi Csódi-hegy környékének földtani viszonyaival foglalkozott. 1940-től a Földtani Intézet adjunktusa volt, ahol földtani térképezésekben vett részt. Ezután Sopronban, a Budapesti Műszaki Egyetem Bányamérnöki Karának adjunktusa, intézeti tanára, majd 1948-ban tanszékvezető egyetemi docense, 1949-ben egyetemi magántanára volt. Ezután a veszprémi Nehézvegyipari Kutató Intézetben osztályvezető-helyettes és 1952-től az egyetemen meghívott előadóként dolgozott. 1954-ben a Földtani Intézet tudományos munkatársa volt, majd a Tokodi Mélyfúró Vállalathoz került. 1956-ban az Országos Földtani Főigazgatóságra (Központi Földtani Hivatal) helyezték. 1957-től ismét a Földtani Intézetben dolgozott. 1970–1976 között Nigériában vállalt munkát. 1976-ban hazajött és az 1980-as nyugdíjazása után is a Földtani Intézetben dolgozott.

### Munkássága
Őslénytani feldolgozást végzett a Geological Survey of Nigeria mikropaleontológiai laboratóriumban, és a zairei egyetem vendégprofesszora volt. Mikropaleontológiával és radiológiával foglalkozott. A kréta időszak jellegzetes Foraminiferájának, az Orbitolinák evolúciós, rétegtani és elterjedési viszonyait vizsgálta hazai és nyugat-afrikai viszonylatban. Úttörő tanulmányokat folytatott a bauxit, a mangán és egyéb üledékes kőzetek radioaktivitásának kimutatására. Tatabányán ipari minőségű urándúsulást mutatott ki az eocén barnakőszénben. Több amerikai, afrikai, nemzetközi földtani és paleontológiai tudományos egyesület tagja volt.
Sírja az Óbudai temetőben található. (42-1-32).

## Művei
- Kísérletek a vörösiszap radioaktív elemtartalmának kinyerésére (Macher Ferenccel, Alumínium, 1952)
- Magyarországi Orbitolina vizsgálatok (Földtani Intézet Évi Jelentése, 1963-ról, Budapest, 1965)
- Orbitolinidae. Problems of evolution and stratigraphic evaluation (Acta Geol. Hung., 1971. 14. k.)
- Urántartalmú kőszenek genetikai típusai (Földtani Közlöny, 1984. 2. sz.)